# Тимощук Дмитро Іванович
Дмитро Іванович Тимощук (*3 листопада 1919 — †12 липня 1999) — Герой Радянського Союзу, господарський і громадський діяч.

## Біографія
Народився у селі Плужне, Плужненської волості, Острозького повіту, Волинської губернії (нині — Ізяславський район,  Хмельницької області, Україна) в родині селянина. Закінчив Плужненської середню школу у 1937 році.
В армії з 1939 року. Старшина, командир відділення зв'язку. Під час Другої світової війни брав участь у бойових діях на Другому Українському фронті.
За мужність та героїзм під час форсування Дніпра командиру відділення телефонного зв'язку 108-ї окремої роти зв'язку 213-ї дивізії старшині Тимощуку Дмитру Івановичу Указом Президії Верховної Ради СРСР від 26 жовтня 1943 року присвоєно звання Героя Радянського Союзу. У 1946 році закінчив курси вдосконалення офіцерського складу. Після війни жив і працював у рідному селі на різних громадських і господарських посадах. 12 липня 1999 року трагічно загинув у власному домі від рук грабіжника, який намагався викрасти Зірку Героя СРСР  і інші нагороди. Похований в селі Плужному на «Новому кладовищі», неподалік від центрального входу.

## Нагороди
Дмитро Іванович був нагороджений:
- медаллю «Золота Зірка»;
- орденом Леніна;
- орденом Червоної Зірки;
- орденами Вітчизняної війни I ступеня;
- двома медалями «За відвагу».